# Sisyrinchium somuncurense
Sisyrinchium somuncurense är en irisväxtart som beskrevs av Pierfelice Ravenna. Sisyrinchium somuncurense ingår i släktet gräsliljor, och familjen irisväxter. Inga underarter finns listade i Catalogue of Life.